# A Liverpool FC 2014–2015-ös szezonja
Ez a szócikk a Liverpool FC 2014–2015-ös szezonjáról szól, mely a 123. a csapat fennállása óta, sorozatban 52. az angol első osztályban. A szezon 2014. július 16-án kezdődött a Brøndby IF ellen Dániában (2–1), és a Stoke City FC elleni bajnoki mérkőzéssel fejeződött be (1–6).
A Premier League-ben 18 győzelemmel, 8 döntetlennel és 12 vereséggel a 6. helyen zártak (62 pont, gólkülönbség: 52–48=+4), 2 ponttal lemaradva a londoni Tottenham Hotspur FC-től, és 2 ponttal megelőzve a Southampton FC-t. Ezzel a helyezéssel a 2015–16-os szezonban az Európa-liga csoportkörébe kerültek (a 3. selejtezőkör helyett, ugyanis az előttük végző Arsenal FC nyerte meg az FA-kupát).
Az FA-kupa küzdelmeibe a harmadik körben kapcsolódott be a Liverpool FC a negyedosztályú AFC Wimbledon ellen. Az 1–2-es idegenbeli siker után a negyedik fordulóban a másodosztályú Bolton Wanderers FC ellen mérkőztek meg, a döntetlenre végződött meccset (0–0) a kupa szabályainak megfelelően újrajátszották, ez 1–2-es győzelem lett a Liverpool szempontjából, így az ötödik körbe jutottak. Ebben a fordulóban a londoni Crystal Palace FC otthonában értek el 1–2-es sikert, következő ellenfelük pedig a Blackburn Rovers FC lett a 6. körben (negyeddöntő). A liverpooli 0–0 után egy hónappal később játszották újra a párharcot, ahol a Liverpool 0–1-re győzött és ezzel bekerült az elődöntőbe. A Wembley Stadionban rendezett mérkőzésen alulmaradtak az Aston Villa FC-vel szemben (1–2), így a birminghami csapat jutott az FA-kupa döntőjébe.
Az angol ligakupában ebben a szezonban a harmadik körben játszottak először 2014. szeptember 23-án a másodosztályú Middlesbrough FC ellen (hosszabbítás után 2–2, majd tizenegyesekkel 14–13). A negyedik körben a walesi Swansea City AFC volt az ellenfél (2–1), a negyeddöntőben pedig az AFC Bournemouth (1–3). A kétmérkőzéses elődöntőt a Chelsea FC ellen vívták: a liverpooli mérkőzés 1–1 lett, majd a londoni visszavágón a rendes játékidő 0–0-ra végződött. A Ligakupa szabályainak megfelelően hosszabbítás következett, melyben a Chelsea megszerezte a találkozó egyetlen, győztes gólját, ezzel a Liverpool nem jutott be a Wembley Stadionban rendezett döntőbe.
A csapat az előző, 2013–14-es szezonban a 2. helyen végzett a bajnokságban, így 5 év elteltével ismét bejutott a Bajnokok Ligájába, a csoportkörbe. "A Vörösök" a B csoportba kerültek a spanyol bajnoki 3. és BL-címvédő Real Madrid CF, a svájci bajnok FC Basel és a bolgár bajnok PFK Ludogorec Razgrad társaságában. A találkozókat szeptember 16. és december 9. között játszották, s az angol csapat végül csak a harmadik helyen végzett ebben a kvartettben, így az Európa-liga egyenes kieséses szakaszában folytathatták európai kupaszereplésüket.
Az Európa-ligában a török Beşiktaş JK ellen otthon 1–0-ra nyertek, majd a visszavágón Isztambulban 1–0-ra kikaptak. Hosszabbítás után, tizenegyes-párbajban (4–5) a Liverpool elveszítette a párharcot, így nem jutott a legjobb 16 csapat közé.

## Mezek
| Hazai mez | Első kapusmez |

| Idegenbeli mez | Második kapusmez |

| Harmadik mez | Harmadik kapusmez |

## Játékosok

### Felnőtt keret
A feltüntetett játékosok szerepeltek a keretben a szezon első (2014.08.17.) és utolsó (2015.05.24.) tétmérkőzése között. A dőlt betűvel jelölt játékosokat nevezték tétmérkőzésre, a félkövérrel jelöltek pedig pályára is léptek ilyen találkozókon. Azon labdarúgók, akik csak a "Kölcsönbe adott játékosok" között vannak felsorolva, azok kölcsönszerződéses átigazolása a fenti két dátumon kívül került hivatalos bejelentésre.
| No. |                  | Poszt | Játékos                                             |
| --- | ---------------- | ----- | --------------------------------------------------- |
| 1   | Ausztrália       | K     | Brad Jones                                          |
| 2   | Anglia           | V     | Glen Johnson                                        |
| 3   | Spanyolország    | V     | José Enrique                                        |
| 4   | Elefántcsontpart | V     | Kolo Touré                                          |
| 5   | Dánia            | V     | Daniel Agger (csk-helyettes) (2014.08.30-ig)        |
| 6   | Horvátország     | V     | Dejan Lovren                                        |
| 8   | Anglia           | KP    | Steven Gerrard (csapatkapitány)                     |
| 9   | Anglia           | CS    | Rickie Lambert                                      |
| 10  | Brazília         | KP    | Philippe Coutinho                                   |
| 11  | Marokkó          | KP    | Uszáma asz-Szaídi (2014.09.01-ig)                   |
| 14  | Anglia           | KP    | Jordan Henderson (csk-helyettes 2014.09.15-től)     |
| 15  | Anglia           | CS    | Daniel Sturridge                                    |
| 16  | Uruguay          | V     | Sebastián Coates (2014.09.01-ig)                    |
| 17  | Franciaország    | V     | Mamadou Sakho                                       |
| 18  | Spanyolország    | V     | Alberto Moreno                                      |
| 19  | Spanyolország    | V     | Javier Manquillo (kölcsönben az Atlético Madridtól) |
| 20  | Anglia           | KP    | Adam Lallana                                        |
| 21  | Brazília         | KP    | Lucas Leiva                                         |
| 22  | Belgium          | K     | Simon Mignolet                                      |
| 23  | Németország      | KP    | Emre Can                                            |
| 24  | Wales            | KP    | Joe Allen                                           |
| 26  | Portugália       | V     | Tiago Ilori (2014.08.18-ig)                         |

| No. |                | Poszt | Játékos                                    |
| --- | -------------- | ----- | ------------------------------------------ |
| 29  | Olaszország    | CS    | Fabio Borini                               |
| 30  | Spanyolország  | KP    | Suso (2015.01.17-ig)                       |
| 31  | Anglia         | KP    | Raheem Sterling                            |
| 32  | Anglia         | KP    | Cameron Brannagan                          |
| 33  | Anglia         | KP    | Jordon Ibe (2014.08.29-ig, 2015.01.15-től) |
| 36  | Németország    | CS    | Samed Yeşil                                |
| 37  | Szlovákia      | V     | Martin Škrtel                              |
| 38  | Anglia         | V     | Jon Flanagan                               |
| 40  | Magyarország   | CS    | Adorján Krisztián (2014.09.01-ig)          |
| 41  | Anglia         | KP    | Jack Dunn (2015.01.02-ig, 2015.02.02-től)  |
| 43  | Észak-Írország | V     | Ryan McLaughlin                            |
| 45  | Olaszország    | CS    | Mario Balotelli                            |
| 45  | Anglia         | KP    | Adam Phillips                              |
| 46  | Anglia         | KP    | Jordan Rossiter                            |
| 48  | Anglia         | CS    | Jerome Sinclair                            |
| 49  | Anglia         | V     | Jack Robinson (2014.08.28-ig)              |
| 49  | Wales          | KP    | Jordan Williams                            |
| 50  | Szerbia        | CS    | Lazar Marković                             |
| 51  | Wales          | V     | Lloyd Jones (2015.01.02-ig)                |
| 52  | Wales          | K     | Danny Ward                                 |
| 54  | Svédország     | CS    | Kristoffer Peterson (2014.08.27-ig)        |
| 54  | Anglia         | KP    | Sheyi Ojo (2014.12.26-tól, 2015.02.02-ig)  |

#### Kölcsönbe adott játékosok
| No. |               | Poszt | Játékos                                                                            |
| --- | ------------- | ----- | ---------------------------------------------------------------------------------- |
| 6   | Spanyolország | KP    | Luis Alberto (a Málagánál 2014.06.26-tól a 2014–15-ös szezon végéig)               |
| 9   | Spanyolország | CS    | Iago Aspas (a Sevillánál 2014.07.21-től a 2014–15-ös szezon végéig)                |
| 47  | Anglia        | V     | Andre Wisdom (a West Bromwich Albionnál 2014.07.25-től a 2014–15-ös szezon végéig) |
| —   | Belgium       | CS    | Divock Origi (a Lille-nél 2014.07.29-től a 2014–15-ös szezon végéig)               |
| 44  | Anglia        | V     | Brad Smith (a Swindon Townnál 2014.08.07-től)                                      |
| 53  | Portugália    | KP    | João Teixeira (a Brighton & Hove-nál 2014.08.15-től a 2014–15-ös szezon végéig)    |
| 26  | Portugália    | V     | Tiago Ilori (a Bordeaux-nál 2014.08.18-tól a 2014–15-ös szezon végéig)             |
| 33  | Anglia        | KP    | Jordon Ibe (a Derby Countynál 2014.08.29-től 2015.01.15-ig)                        |
| 11  | Marokkó       | KP    | Uszáma asz-Szaídi (a Stoke Citynél 2014.09.01-től a 2014–15-ös szezon végéig)      |
| 16  | Uruguay       | V     | Sebastián Coates (a Sunderlandnél 2014.09.01-től a 2014–15-ös szezon végéig)       |
| 41  | Anglia        | KP    | Jack Dunn (a Cheltenham Townnál 2015.01.02-től egy hónapig)                        |
| 51  | Wales         | V     | Lloyd Jones (a Cheltenham Townnál 2015.01.02-től)                                  |
| 54  | Anglia        | KP    | Sheyi Ojo (a Wigan Athleticnél 2015.01.02-től)                                     |

### Átigazolások

#### Távozók
| Dátum       | Játékos             | Nemzetiség | Poszt                | Hova                   | Átigazolási összeg |
| ----------- | ------------------- | ---------- | -------------------- | ---------------------- | ------------------ |
| 2014.07.11. | Luis Suárez         | uruguayi   | csatár               | FC Barcelona           | £ 75 000           |
| 2014.08.06. | Conor Coady         | angol      | védekező középpályás | Huddersfield Town FC   | £ 500 000          |
| 2014.08.08. | José Manuel Reina   | spanyol    | kapus                | FC Bayern München      | £ 2 000            |
| 2014.08.14. | Martin Kelly        | angol      | jobbhátvéd           | Crystal Palace FC      | £ 1 500 000        |
| 2014.08.27. | Kristoffer Peterson | svéd       | csatár               | FC Utrecht             |                    |
| 2014.08.28. | Jack Robinson       | angol      | hátvéd               | Queens Park Rangers FC | £ 1 000            |
| 2014.08.30. | Daniel Agger        | dán        | középhátvéd          | Brøndby IF             | £ 3 000            |
| 2014.09.01. | Adorján Krisztián   | magyar     | támadó               | Novara Calcio          |                    |
| 2015.01.17. | Suso                | spanyol    | támadó középpályás   | AC Milan               |                    |

Távozó játékosok után kapott összeg: kb. £ 83 000 000 

#### Érkezők
| Dátum       | Játékos         | Nemzetiség | Poszt                 | Honnan              | Átigazolási összeg |
| ----------- | --------------- | ---------- | --------------------- | ------------------- | ------------------ |
| 2014.06.02. | Rickie Lambert  | angol      | csatár                | Southampton FC      | £ 4 500 000        |
| 2014.07.01. | Adam Lallana    | angol      | balszélső középpályás | Southampton FC      | £ 25 000           |
| 2014.07.03. | Emre Can        | német      | középpályás           | Bayer 04 Leverkusen | £ 9 750 000        |
| 2014.07.15. | Lazar Marković  | szerb      | szélső középpályás    | SL Benfica          | £ 19 800 000       |
| 2014.07.27. | Dejan Lovren    | horvát     | középső hátvéd        | Southampton FC      | £ 20 000           |
| 2014.07.29. | Divock Origi    | belga      | csatár                | Lille OSC           | £ 9 800 000        |
| 2014.08.16. | Alberto Moreno  | spanyol    | hátvéd                | Sevilla FC          | £ 12 000           |
| 2014.08.25. | Mario Balotelli | olasz      | csatár                | AC Milan            | £ 16 000           |

Érkező játékosok után fizetett összeg: £ 116 850 000 
Összes átigazolás utáni mérleg: kb. £ 33 850 000 

## Mérkőzések

### Barátságos találkozók
| 2014. július 16. 18:00 (WEST) |

| Brøndby                   | 2 – 1               | Liverpool    |
| ------------------------- | ------------------- | ------------ |
| Nørgaard 23' Hasani 90+1' | (1 – 0) Jegyzőkönyv | Peterson 48' |

| Brøndby Stadion, Brøndby (Dánia) Játékvezető: Ken Hansen (dán) |

| 2014. július 19. 15:00 (WEST) |

| Preston North End | 1 – 2               | Liverpool             |
| ----------------- | ------------------- | --------------------- |
| Brownhill 45+1'   | (1 – 0) Jegyzőkönyv | Suso 74' Peterson 77' |

| Deepdale, Preston (Anglia) Nézőszám: 17 488 Játékvezető: Jeremy Simpson (angol) |

| 2014. július 23. 17:30 (EDT) |

| Liverpool | 0 – 1               | Roma          |
| --------- | ------------------- | ------------- |
|           | (0 – 0) Jegyzőkönyv | Borriello 90' |

| Fenway Park, Boston (USA) Nézőszám: 37 000 Játékvezető: Alan Kelly (ír) |

| 2014. július 27. 17:00 (CDT) International Champions Cup |

| Liverpool   | 1 – 0               | Olimbiakósz |
| ----------- | ------------------- | ----------- |
| Sterling 5' | (1 – 0) Jegyzőkönyv |             |

| Soldier Field, Chicago (USA) Nézőszám: 36 170 Játékvezető: Jose Carlos Rivero (amerikai) |

| 2014. július 30. 19:00 (EDT) International Champions Cup |

| Liverpool                     | 2 – 2   | Manchester City               |
| ----------------------------- | ------- | ----------------------------- |
| Henderson 59' Sterling 85'    | (0 – 0) | Jovetić 53' 67'               |
| Büntetőpárbaj                 |         |                               |
| Sturridge Can Henderson Lucas | 3 – 1   | Kolarov Touré Navas Iheanacho |

| Yankee Stadion, New York (USA) Nézőszám: 49 653 Játékvezető: Silviu Petrescu (kanadai) |

| 2014. augusztus 2. 18:30 (EDT) International Champions Cup |

| Liverpool          | 2 – 0               | Milan |
| ------------------ | ------------------- | ----- |
| Allen 17' Suso 89' | (1 – 0) Jegyzőkönyv |       |

| Bank of America Stadion, Charlotte (USA) Játékvezető: David Gantar (kanadai) |

| 2014. augusztus 4. 20:00 (EDT) International Champions Cup döntő |

| Liverpool              | 1 – 3   | Manchester United               |
| ---------------------- | ------- | ------------------------------- |
| Gerrard 14' (11-esből) | (1 – 0) | Rooney 55' Mata 57' Lingard 88' |

| Sun Life Stadion, Florida (USA) Játékvezető: ? (amerikai) |

| 2014. augusztus 10. 12:15 (WEST) |

| Liverpool                                           | 4 – 0   | Borussia Dortmund |
| --------------------------------------------------- | ------- | ----------------- |
| Sturridge 10' Lovren 14' Coutinho 49' Henderson 61' | (2 – 0) |                   |

| Anfield, Liverpool (Anglia) |

| 2014. július 16. 18:00 (WEST) |

| Brøndby                   | 2 – 1               | Liverpool    |
| ------------------------- | ------------------- | ------------ |
| Nørgaard 23' Hasani 90+1' | (1 – 0) Jegyzőkönyv | Peterson 48' |

| Brøndby Stadion, Brøndby (Dánia) Játékvezető: Ken Hansen (dán) |

| 2014. július 19. 15:00 (WEST) |

| Preston North End | 1 – 2               | Liverpool             |
| ----------------- | ------------------- | --------------------- |
| Brownhill 45+1'   | (1 – 0) Jegyzőkönyv | Suso 74' Peterson 77' |

| Deepdale, Preston (Anglia) Nézőszám: 17 488 Játékvezető: Jeremy Simpson (angol) |

| 2014. július 23. 17:30 (EDT) |

| Liverpool | 0 – 1               | Roma          |
| --------- | ------------------- | ------------- |
|           | (0 – 0) Jegyzőkönyv | Borriello 90' |

| Fenway Park, Boston (USA) Nézőszám: 37 000 Játékvezető: Alan Kelly (ír) |

| 2014. július 27. 17:00 (CDT) International Champions Cup |

| Liverpool   | 1 – 0               | Olimbiakósz |
| ----------- | ------------------- | ----------- |
| Sterling 5' | (1 – 0) Jegyzőkönyv |             |

| Soldier Field, Chicago (USA) Nézőszám: 36 170 Játékvezető: Jose Carlos Rivero (amerikai) |

| 2014. július 30. 19:00 (EDT) International Champions Cup |

| Liverpool                     | 2 – 2   | Manchester City               |
| ----------------------------- | ------- | ----------------------------- |
| Henderson 59' Sterling 85'    | (0 – 0) | Jovetić 53' 67'               |
| Büntetőpárbaj                 |         |                               |
| Sturridge Can Henderson Lucas | 3 – 1   | Kolarov Touré Navas Iheanacho |

| Yankee Stadion, New York (USA) Nézőszám: 49 653 Játékvezető: Silviu Petrescu (kanadai) |

| 2014. augusztus 2. 18:30 (EDT) International Champions Cup |

| Liverpool          | 2 – 0               | Milan |
| ------------------ | ------------------- | ----- |
| Allen 17' Suso 89' | (1 – 0) Jegyzőkönyv |       |

| Bank of America Stadion, Charlotte (USA) Játékvezető: David Gantar (kanadai) |

| 2014. augusztus 4. 20:00 (EDT) International Champions Cup döntő |

| Liverpool              | 1 – 3   | Manchester United               |
| ---------------------- | ------- | ------------------------------- |
| Gerrard 14' (11-esből) | (1 – 0) | Rooney 55' Mata 57' Lingard 88' |

| Sun Life Stadion, Florida (USA) Játékvezető: ? (amerikai) |

| 2014. augusztus 10. 12:15 (WEST) |

| Liverpool                                           | 4 – 0   | Borussia Dortmund |
| --------------------------------------------------- | ------- | ----------------- |
| Sturridge 10' Lovren 14' Coutinho 49' Henderson 61' | (2 – 0) |                   |

| Anfield, Liverpool (Anglia) |

### Bajnokság
| 2014. augusztus 17. 13:30 (WEST) |

| Liverpool                  | 2 – 1               | Southampton |
| -------------------------- | ------------------- | ----------- |
| Sterling 23' Sturridge 79' | (1 – 0) Jegyzőkönyv | Clyne 56'   |

| Anfield, Liverpool (Anglia) Nézőszám: 44 736 Játékvezető: Mark Clattenburg |

| 2014. augusztus 25. 20:00 (WEST) |

| Manchester City            | 3 – 1               | Liverpool            |
| -------------------------- | ------------------- | -------------------- |
| Jovetić 41' 55' Agüero 69' | (1 – 0) Jegyzőkönyv | Zabaleta 83' (öngól) |

| Etihad Stadion, Manchester (Anglia) Nézőszám: 45 471 Játékvezető: Michael Oliver |

| 2014. augusztus 31. 13:30 (WEST) |

| Tottenham Hotspur | 0 – 3               | Liverpool                                     |
| ----------------- | ------------------- | --------------------------------------------- |
|                   | (0 – 1) Jegyzőkönyv | Sterling 8' Gerrard 49' (11-esből) Moreno 60' |

| White Hart Lane, London (Anglia) Nézőszám: 36 130 Játékvezető: Phil Dowd |

| 2014. augusztus 17. 13:30 (WEST) |

| Liverpool                  | 2 – 1               | Southampton |
| -------------------------- | ------------------- | ----------- |
| Sterling 23' Sturridge 79' | (1 – 0) Jegyzőkönyv | Clyne 56'   |

| Anfield, Liverpool (Anglia) Nézőszám: 44 736 Játékvezető: Mark Clattenburg |

| 2014. augusztus 25. 20:00 (WEST) |

| Manchester City            | 3 – 1               | Liverpool            |
| -------------------------- | ------------------- | -------------------- |
| Jovetić 41' 55' Agüero 69' | (1 – 0) Jegyzőkönyv | Zabaleta 83' (öngól) |

| Etihad Stadion, Manchester (Anglia) Nézőszám: 45 471 Játékvezető: Michael Oliver |

| 2014. augusztus 31. 13:30 (WEST) |

| Tottenham Hotspur | 0 – 3               | Liverpool                                     |
| ----------------- | ------------------- | --------------------------------------------- |
|                   | (0 – 1) Jegyzőkönyv | Sterling 8' Gerrard 49' (11-esből) Moreno 60' |

| White Hart Lane, London (Anglia) Nézőszám: 36 130 Játékvezető: Phil Dowd |

| 2014. szeptember 13. 17:30 (WEST) |

| Liverpool | 0 – 1               | Aston Villa   |
| --------- | ------------------- | ------------- |
|           | (0 – 1) Jegyzőkönyv | Agbonlahor 9' |

| Anfield, Liverpool (Anglia) Nézőszám: 44 689 Játékvezető: Lee Mason |

| 2014. szeptember 20. 17:30 (WEST) |

| West Ham United                 | 3 – 1               | Liverpool    |
| ------------------------------- | ------------------- | ------------ |
| Reid 2' Sakho 7' Amalfitano 88' | (2 – 1) Jegyzőkönyv | Sterling 26' |

| Boleyn Ground, London (Anglia) Nézőszám: 34 977 Játékvezető: Craig Pawson |

| 2014. szeptember 27. 12:45 (WEST) |

| Liverpool   | 1 – 1               | Everton        |
| ----------- | ------------------- | -------------- |
| Gerrard 65' | (0 – 0) Jegyzőkönyv | Jagielka 90+2' |

| Anfield, Liverpool (Anglia) Nézőszám: 44 511 Játékvezető: Martin Atkinson |

| 2014. szeptember 13. 17:30 (WEST) |

| Liverpool | 0 – 1               | Aston Villa   |
| --------- | ------------------- | ------------- |
|           | (0 – 1) Jegyzőkönyv | Agbonlahor 9' |

| Anfield, Liverpool (Anglia) Nézőszám: 44 689 Játékvezető: Lee Mason |

| 2014. szeptember 20. 17:30 (WEST) |

| West Ham United                 | 3 – 1               | Liverpool    |
| ------------------------------- | ------------------- | ------------ |
| Reid 2' Sakho 7' Amalfitano 88' | (2 – 1) Jegyzőkönyv | Sterling 26' |

| Boleyn Ground, London (Anglia) Nézőszám: 34 977 Játékvezető: Craig Pawson |

| 2014. szeptember 27. 12:45 (WEST) |

| Liverpool   | 1 – 1               | Everton        |
| ----------- | ------------------- | -------------- |
| Gerrard 65' | (0 – 0) Jegyzőkönyv | Jagielka 90+2' |

| Anfield, Liverpool (Anglia) Nézőszám: 44 511 Játékvezető: Martin Atkinson |

| 2014. október 4. 15:00 (WEST) |

| Liverpool                 | 2 – 1               | West Bromwich Albion    |
| ------------------------- | ------------------- | ----------------------- |
| Lallana 45' Henderson 61' | (1 – 0) Jegyzőkönyv | Berahino 56' (11-esből) |

| Anfield, Liverpool (Anglia) Nézőszám: 44 708 Játékvezető: Michael Oliver |

| 2014. október 19. 13:30 (WEST) |

| Queens Park Rangers | 2 – 3               | Liverpool                                            |
| ------------------- | ------------------- | ---------------------------------------------------- |
| Vargas 87' 90+2'    | (0 – 0) Jegyzőkönyv | Dunne 67' (öngól) Coutinho 90' Caulker 90+5' (öngól) |

| Loftus Road, London (Anglia) Nézőszám: 18 069 Játékvezető: Phil Dowd |

| 2014. október 25. 15:00 (WEST) |

| Liverpool | 0 – 0               | Hull City |
| --------- | ------------------- | --------- |
|           | (0 – 0) Jegyzőkönyv |           |

| Anfield, Liverpool (Anglia) Nézőszám: 44 591 Játékvezető: Neil Swarbrick |

| 2014. október 4. 15:00 (WEST) |

| Liverpool                 | 2 – 1               | West Bromwich Albion    |
| ------------------------- | ------------------- | ----------------------- |
| Lallana 45' Henderson 61' | (1 – 0) Jegyzőkönyv | Berahino 56' (11-esből) |

| Anfield, Liverpool (Anglia) Nézőszám: 44 708 Játékvezető: Michael Oliver |

| 2014. október 19. 13:30 (WEST) |

| Queens Park Rangers | 2 – 3               | Liverpool                                            |
| ------------------- | ------------------- | ---------------------------------------------------- |
| Vargas 87' 90+2'    | (0 – 0) Jegyzőkönyv | Dunne 67' (öngól) Coutinho 90' Caulker 90+5' (öngól) |

| Loftus Road, London (Anglia) Nézőszám: 18 069 Játékvezető: Phil Dowd |

| 2014. október 25. 15:00 (WEST) |

| Liverpool | 0 – 0               | Hull City |
| --------- | ------------------- | --------- |
|           | (0 – 0) Jegyzőkönyv |           |

| Anfield, Liverpool (Anglia) Nézőszám: 44 591 Játékvezető: Neil Swarbrick |

| 2014. november 1. 12:45 (WET) |

| Newcastle United | 1 – 0               | Liverpool |
| ---------------- | ------------------- | --------- |
| Pérez 73'        | (0 – 0) Jegyzőkönyv |           |

| St James’ Park, Newcastle upon Tyne (Anglia) Nézőszám: 52 166 Játékvezető: Andre Marriner |

| 2014. november 8. 12:45 (WET) |

| Liverpool | 1 – 2               | Chelsea              |
| --------- | ------------------- | -------------------- |
| Can 9'    | (1 – 1) Jegyzőkönyv | Cahill 14' Costa 67' |

| Anfield, Liverpool (Anglia) Nézőszám: 44 698 Játékvezető: Anthony Taylor |

| 2014. november 23. 13:30 (WET) |

| Crystal Palace                   | 3 – 1               | Liverpool  |
| -------------------------------- | ------------------- | ---------- |
| Gayle 17' Ledley 78' Jedinak 81' | (1 – 1) Jegyzőkönyv | Lambert 2' |

| Selhurst Park, London (Anglia) Nézőszám: 24 862 Játékvezető: Jonathan Moss |

| 2014. november 29. 15:00 (WET) |

| Liverpool   | 1 – 0               | Stoke City |
| ----------- | ------------------- | ---------- |
| Johnson 85' | (0 – 0) Jegyzőkönyv |            |

| Anfield, Liverpool (Anglia) Nézőszám: 44 735 Játékvezető: Craig Pawson |

| 2014. november 1. 12:45 (WET) |

| Newcastle United | 1 – 0               | Liverpool |
| ---------------- | ------------------- | --------- |
| Pérez 73'        | (0 – 0) Jegyzőkönyv |           |

| St James’ Park, Newcastle upon Tyne (Anglia) Nézőszám: 52 166 Játékvezető: Andre Marriner |

| 2014. november 8. 12:45 (WET) |

| Liverpool | 1 – 2               | Chelsea              |
| --------- | ------------------- | -------------------- |
| Can 9'    | (1 – 1) Jegyzőkönyv | Cahill 14' Costa 67' |

| Anfield, Liverpool (Anglia) Nézőszám: 44 698 Játékvezető: Anthony Taylor |

| 2014. november 23. 13:30 (WET) |

| Crystal Palace                   | 3 – 1               | Liverpool  |
| -------------------------------- | ------------------- | ---------- |
| Gayle 17' Ledley 78' Jedinak 81' | (1 – 1) Jegyzőkönyv | Lambert 2' |

| Selhurst Park, London (Anglia) Nézőszám: 24 862 Játékvezető: Jonathan Moss |

| 2014. november 29. 15:00 (WET) |

| Liverpool   | 1 – 0               | Stoke City |
| ----------- | ------------------- | ---------- |
| Johnson 85' | (0 – 0) Jegyzőkönyv |            |

| Anfield, Liverpool (Anglia) Nézőszám: 44 735 Játékvezető: Craig Pawson |

| 2014. december 2. 19:45 (WET) |

| Leicester City                  | 1 – 3               | Liverpool                             |
| ------------------------------- | ------------------- | ------------------------------------- |
| Mignolet 21' (öngól) Morgan 63′ | (1 – 1) Jegyzőkönyv | Lallana 26' Gerrard 54' Henderson 83' |

| Walkers Stadion, Leicester (Anglia) Nézőszám: 32 000 Játékvezető: Lee Mason |

| 2014. december 6. 15:00 (WET) |

| Liverpool | 0 – 0               | Sunderland |
| --------- | ------------------- | ---------- |
|           | (0 – 0) Jegyzőkönyv |            |

| Anfield, Liverpool (Anglia) Nézőszám: 44 716 Játékvezető: Neil Swarbrick |

| 2014. december 14. 13:30 (WET) |

| Manchester United                  | 3 – 0               | Liverpool |
| ---------------------------------- | ------------------- | --------- |
| Rooney 12' Mata 40' van Persie 71' | (2 – 0) Jegyzőkönyv |           |

| Old Trafford, Manchester (Anglia) Nézőszám: 75 331 Játékvezető: Martin Atkinson |

| 2014. december 21. 16:00 (WET) |

| Liverpool                                   | 2 – 2               | Arsenal                  |
| ------------------------------------------- | ------------------- | ------------------------ |
| Coutinho 45' Škrtel 90+7' Borini 90′, 90+2′ | (1 – 1) Jegyzőkönyv | Debuchy 45+2' Giroud 64' |

| Anfield, Liverpool (Anglia) Nézőszám: 44 703 Játékvezető: Michael Oliver |

| 2014. december 26. 15:00 (WET) |

| Burnley | 0 – 1               | Liverpool    |
| ------- | ------------------- | ------------ |
|         | (0 – 0) Jegyzőkönyv | Sterling 62' |

| Turf Moor, Burnley (Anglia) Nézőszám: 21 335 Játékvezető: Anthony Taylor |

| 2014. december 29. 20:00 (WET) |

| Liverpool                                      | 4 – 1               | Swansea City   |
| ---------------------------------------------- | ------------------- | -------------- |
| Moreno 33' Lallana 51' 61' Shelvey 69' (öngól) | (1 – 0) Jegyzőkönyv | Sigurðsson 52' |

| Anfield, Liverpool (Anglia) Nézőszám: 44 714 Játékvezető: Andre Marriner |

| 2014. december 2. 19:45 (WET) |

| Leicester City                  | 1 – 3               | Liverpool                             |
| ------------------------------- | ------------------- | ------------------------------------- |
| Mignolet 21' (öngól) Morgan 63′ | (1 – 1) Jegyzőkönyv | Lallana 26' Gerrard 54' Henderson 83' |

| Walkers Stadion, Leicester (Anglia) Nézőszám: 32 000 Játékvezető: Lee Mason |

| 2014. december 6. 15:00 (WET) |

| Liverpool | 0 – 0               | Sunderland |
| --------- | ------------------- | ---------- |
|           | (0 – 0) Jegyzőkönyv |            |

| Anfield, Liverpool (Anglia) Nézőszám: 44 716 Játékvezető: Neil Swarbrick |

| 2014. december 14. 13:30 (WET) |

| Manchester United                  | 3 – 0               | Liverpool |
| ---------------------------------- | ------------------- | --------- |
| Rooney 12' Mata 40' van Persie 71' | (2 – 0) Jegyzőkönyv |           |

| Old Trafford, Manchester (Anglia) Nézőszám: 75 331 Játékvezető: Martin Atkinson |

| 2014. december 21. 16:00 (WET) |

| Liverpool                                   | 2 – 2               | Arsenal                  |
| ------------------------------------------- | ------------------- | ------------------------ |
| Coutinho 45' Škrtel 90+7' Borini 90′, 90+2′ | (1 – 1) Jegyzőkönyv | Debuchy 45+2' Giroud 64' |

| Anfield, Liverpool (Anglia) Nézőszám: 44 703 Játékvezető: Michael Oliver |

| 2014. december 26. 15:00 (WET) |

| Burnley | 0 – 1               | Liverpool    |
| ------- | ------------------- | ------------ |
|         | (0 – 0) Jegyzőkönyv | Sterling 62' |

| Turf Moor, Burnley (Anglia) Nézőszám: 21 335 Játékvezető: Anthony Taylor |

| 2014. december 29. 20:00 (WET) |

| Liverpool                                      | 4 – 1               | Swansea City   |
| ---------------------------------------------- | ------------------- | -------------- |
| Moreno 33' Lallana 51' 61' Shelvey 69' (öngól) | (1 – 0) Jegyzőkönyv | Sigurðsson 52' |

| Anfield, Liverpool (Anglia) Nézőszám: 44 714 Játékvezető: Andre Marriner |

| 2015. január 1. 15:00 (WET) |

| Liverpool                             | 2 – 2               | Leicester City         |
| ------------------------------------- | ------------------- | ---------------------- |
| Gerrard 17' (11-esből) 40' (11-esből) | (2 – 0) Jegyzőkönyv | Nugent 58' Schlupp 60' |

| Anfield, Liverpool (Anglia) Nézőszám: 44 720 Játékvezető: Mike Jones |

| 2015. január 10. 12:45 (WET) |

| Sunderland        | 0 – 1               | Liverpool   |
| ----------------- | ------------------- | ----------- |
| Bridcutt 35′, 49′ | (0 – 1) Jegyzőkönyv | Marković 9' |

| Stadium of Light, Sunderland (Anglia) Nézőszám: 45 369 Játékvezető: Craig Pawson |

| 2015. január 17. 15:00 (WET) |

| Aston Villa | 0 – 2               | Liverpool              |
| ----------- | ------------------- | ---------------------- |
|             | (0 – 1) Jegyzőkönyv | Borini 24' Lambert 79' |

| Villa Park, Birmingham (Anglia) Nézőszám: 39 758 Játékvezető: Mark Clattenburg |

| 2015. január 31. 15:00 (WET) |

| Liverpool                  | 2 – 0               | West Ham United |
| -------------------------- | ------------------- | --------------- |
| Sterling 51' Sturridge 80' | (0 – 0) Jegyzőkönyv |                 |

| Anfield, Liverpool (Anglia) Nézőszám: 44 718 Játékvezető: Andre Marriner |

| 2015. január 1. 15:00 (WET) |

| Liverpool                             | 2 – 2               | Leicester City         |
| ------------------------------------- | ------------------- | ---------------------- |
| Gerrard 17' (11-esből) 40' (11-esből) | (2 – 0) Jegyzőkönyv | Nugent 58' Schlupp 60' |

| Anfield, Liverpool (Anglia) Nézőszám: 44 720 Játékvezető: Mike Jones |

| 2015. január 10. 12:45 (WET) |

| Sunderland        | 0 – 1               | Liverpool   |
| ----------------- | ------------------- | ----------- |
| Bridcutt 35′, 49′ | (0 – 1) Jegyzőkönyv | Marković 9' |

| Stadium of Light, Sunderland (Anglia) Nézőszám: 45 369 Játékvezető: Craig Pawson |

| 2015. január 17. 15:00 (WET) |

| Aston Villa | 0 – 2               | Liverpool              |
| ----------- | ------------------- | ---------------------- |
|             | (0 – 1) Jegyzőkönyv | Borini 24' Lambert 79' |

| Villa Park, Birmingham (Anglia) Nézőszám: 39 758 Játékvezető: Mark Clattenburg |

| 2015. január 31. 15:00 (WET) |

| Liverpool                  | 2 – 0               | West Ham United |
| -------------------------- | ------------------- | --------------- |
| Sterling 51' Sturridge 80' | (0 – 0) Jegyzőkönyv |                 |

| Anfield, Liverpool (Anglia) Nézőszám: 44 718 Játékvezető: Andre Marriner |

| 2015. február 7. 17:30 (WET) |

| Everton | 0 – 0               | Liverpool |
| ------- | ------------------- | --------- |
|         | (0 – 0) Jegyzőkönyv |           |

| Goodison Park, Liverpool (Anglia) Nézőszám: 39 621 Játékvezető: Anthony Taylor |

| 2015. február 10. 20:00 (WET) |

| Liverpool                                         | 3 – 2               | Tottenham Hotspur    |
| ------------------------------------------------- | ------------------- | -------------------- |
| Marković 15' Gerrard 53' (11-esből) Balotelli 83' | (1 – 1) Jegyzőkönyv | Kane 26' Dembélé 61' |

| Anfield, Liverpool (Anglia) Nézőszám: 44 577 Játékvezető: Phil Dowd |

| 2015. február 22. 16:15 (WET) |

| Southampton | 0 – 2               | Liverpool                |
| ----------- | ------------------- | ------------------------ |
|             | (0 – 1) Jegyzőkönyv | Coutinho 3' Sterling 73' |

| St. Mary's Stadium, Southampton (Anglia) Nézőszám: 31 723 Játékvezető: Kevin Friend |

| 2015. február 7. 17:30 (WET) |

| Everton | 0 – 0               | Liverpool |
| ------- | ------------------- | --------- |
|         | (0 – 0) Jegyzőkönyv |           |

| Goodison Park, Liverpool (Anglia) Nézőszám: 39 621 Játékvezető: Anthony Taylor |

| 2015. február 10. 20:00 (WET) |

| Liverpool                                         | 3 – 2               | Tottenham Hotspur    |
| ------------------------------------------------- | ------------------- | -------------------- |
| Marković 15' Gerrard 53' (11-esből) Balotelli 83' | (1 – 1) Jegyzőkönyv | Kane 26' Dembélé 61' |

| Anfield, Liverpool (Anglia) Nézőszám: 44 577 Játékvezető: Phil Dowd |

| 2015. február 22. 16:15 (WET) |

| Southampton | 0 – 2               | Liverpool                |
| ----------- | ------------------- | ------------------------ |
|             | (0 – 1) Jegyzőkönyv | Coutinho 3' Sterling 73' |

| St. Mary's Stadium, Southampton (Anglia) Nézőszám: 31 723 Játékvezető: Kevin Friend |

| 2015. március 1. 13:00 (WET) |

| Liverpool                  | 2 – 1               | Manchester City |
| -------------------------- | ------------------- | --------------- |
| Henderson 11' Coutinho 75' | (1 – 1) Jegyzőkönyv | Džeko 25'       |

| Anfield, Liverpool (Anglia) Nézőszám: 44 590 Játékvezető: Mark Clattenburg |

| 2015. március 4. 21:00 (WET) |

| Liverpool                   | 2 – 0               | Burnley |
| --------------------------- | ------------------- | ------- |
| Henderson 29' Sturridge 51' | (1 – 0) Jegyzőkönyv |         |

| Anfield, Liverpool (Anglia) Nézőszám: 44 717 Játékvezető: Lee Mason |

| 2015. március 16. 15:00 (WET) |

| Swansea City | 0 – 1               | Liverpool     |
| ------------ | ------------------- | ------------- |
|              | (0 – 0) Jegyzőkönyv | Henderson 68' |

| Liberty Stadion, Swansea (Wales) Nézőszám: 20 828 Játékvezető: Roger East |

| 2015. március 22. 14:30 (WET) |

| Liverpool     | 1 – 2               | Manchester United |
| ------------- | ------------------- | ----------------- |
| Sturridge 69' | (0 – 1) Jegyzőkönyv | Mata 14' 59'      |

| Anfield, Liverpool (Anglia) Nézőszám: 44 405 Játékvezető: Martin Atkinson |

| 2015. március 1. 13:00 (WET) |

| Liverpool                  | 2 – 1               | Manchester City |
| -------------------------- | ------------------- | --------------- |
| Henderson 11' Coutinho 75' | (1 – 1) Jegyzőkönyv | Džeko 25'       |

| Anfield, Liverpool (Anglia) Nézőszám: 44 590 Játékvezető: Mark Clattenburg |

| 2015. március 4. 21:00 (WET) |

| Liverpool                   | 2 – 0               | Burnley |
| --------------------------- | ------------------- | ------- |
| Henderson 29' Sturridge 51' | (1 – 0) Jegyzőkönyv |         |

| Anfield, Liverpool (Anglia) Nézőszám: 44 717 Játékvezető: Lee Mason |

| 2015. március 16. 15:00 (WET) |

| Swansea City | 0 – 1               | Liverpool     |
| ------------ | ------------------- | ------------- |
|              | (0 – 0) Jegyzőkönyv | Henderson 68' |

| Liberty Stadion, Swansea (Wales) Nézőszám: 20 828 Játékvezető: Roger East |

| 2015. március 22. 14:30 (WET) |

| Liverpool     | 1 – 2               | Manchester United |
| ------------- | ------------------- | ----------------- |
| Sturridge 69' | (0 – 1) Jegyzőkönyv | Mata 14' 59'      |

| Anfield, Liverpool (Anglia) Nézőszám: 44 405 Játékvezető: Martin Atkinson |

| 2015. április 4. 12:45 (WEST) |

| Arsenal                                        | 4 – 1               | Liverpool                |
| ---------------------------------------------- | ------------------- | ------------------------ |
| Bellerín 37' Özil 40' Sánchez 45' Giroud 90+1' | (3 – 0) Jegyzőkönyv | Henderson 76' (11-esből) |

| Emirates Stadion, London (Anglia) Nézőszám: 60 081 Játékvezető: Anthony Taylor |

| 2015. április 13. 20:00 (WEST) |

| Liverpool             | 2 – 0               | Newcastle United |
| --------------------- | ------------------- | ---------------- |
| Sterling 9' Allen 70' | (1 – 0) Jegyzőkönyv | Sissoko 78′, 83′ |

| Anfield, Liverpool (Anglia) Nézőszám: 44 611 Játékvezető: Lee Mason |

| 2015. április 25. 15:00 (WEST) |

| West Bromwich Albion | 0 – 0               | Liverpool |
| -------------------- | ------------------- | --------- |
|                      | (0 – 0) Jegyzőkönyv |           |

| The Hawthorns, West Bromwich (Anglia) Nézőszám: 26 663 Játékvezető: Roger East |

| 2015. április 28. 19:45 (WEST) |

| Hull City  | 1 – 0               | Liverpool |
| ---------- | ------------------- | --------- |
| Dawson 37' | (1 – 0) Jegyzőkönyv |           |

| KC stadion, Kingston upon Hull (Anglia) Nézőszám: 24 843 Játékvezető: Lee Probert |

| 2015. április 4. 12:45 (WEST) |

| Arsenal                                        | 4 – 1               | Liverpool                |
| ---------------------------------------------- | ------------------- | ------------------------ |
| Bellerín 37' Özil 40' Sánchez 45' Giroud 90+1' | (3 – 0) Jegyzőkönyv | Henderson 76' (11-esből) |

| Emirates Stadion, London (Anglia) Nézőszám: 60 081 Játékvezető: Anthony Taylor |

| 2015. április 13. 20:00 (WEST) |

| Liverpool             | 2 – 0               | Newcastle United |
| --------------------- | ------------------- | ---------------- |
| Sterling 9' Allen 70' | (1 – 0) Jegyzőkönyv | Sissoko 78′, 83′ |

| Anfield, Liverpool (Anglia) Nézőszám: 44 611 Játékvezető: Lee Mason |

| 2015. április 25. 15:00 (WEST) |

| West Bromwich Albion | 0 – 0               | Liverpool |
| -------------------- | ------------------- | --------- |
|                      | (0 – 0) Jegyzőkönyv |           |

| The Hawthorns, West Bromwich (Anglia) Nézőszám: 26 663 Játékvezető: Roger East |

| 2015. április 28. 19:45 (WEST) |

| Hull City  | 1 – 0               | Liverpool |
| ---------- | ------------------- | --------- |
| Dawson 37' | (1 – 0) Jegyzőkönyv |           |

| KC stadion, Kingston upon Hull (Anglia) Nézőszám: 24 843 Játékvezető: Lee Probert |

| 2015. május 2. 15:00 (WEST) |

| Liverpool                | 2 – 1               | Queens Park Rangers     |
| ------------------------ | ------------------- | ----------------------- |
| Coutinho 19' Gerrard 87' | (1 – 0) Jegyzőkönyv | Fer 73' Onuoha 79′, 82′ |

| Anfield, Liverpool (Anglia) Nézőszám: 44 707 Játékvezető: Martin Atkinson |

| 2015. május 10. 16:00 (WEST) |

| Chelsea  | 1 – 1               | Liverpool   |
| -------- | ------------------- | ----------- |
| Terry 5' | (1 – 1) Jegyzőkönyv | Gerrard 44' |

| Stamford Bridge, London (Anglia) Nézőszám: 41 547 Játékvezető: Andre Marriner |

| 2015. május 16. 17:30 (WEST) |

| Liverpool   | 1 – 3               | Crystal Palace                     |
| ----------- | ------------------- | ---------------------------------- |
| Lallana 26' | (1 – 1) Jegyzőkönyv | Puncheon 43' Zaha 60' Murray 90+1' |

| Anfield, Liverpool (Anglia) Nézőszám: 44 673 Játékvezető: Jonathan Moss |

| 2015. május 24. 15:00 (WEST) |

| Stoke City                                                | 6 – 1               | Liverpool   |
| --------------------------------------------------------- | ------------------- | ----------- |
| Diouf 22' 26' Walters 30' Adam 41' N'Zonzi 45' Crouch 86' | (5 – 0) Jegyzőkönyv | Gerrard 70' |

| Britannia Stadion, Stoke-on-Trent (Anglia) Nézőszám: 27 602 Játékvezető: Anthony Taylor |

| 2015. május 2. 15:00 (WEST) |

| Liverpool                | 2 – 1               | Queens Park Rangers     |
| ------------------------ | ------------------- | ----------------------- |
| Coutinho 19' Gerrard 87' | (1 – 0) Jegyzőkönyv | Fer 73' Onuoha 79′, 82′ |

| Anfield, Liverpool (Anglia) Nézőszám: 44 707 Játékvezető: Martin Atkinson |

| 2015. május 10. 16:00 (WEST) |

| Chelsea  | 1 – 1               | Liverpool   |
| -------- | ------------------- | ----------- |
| Terry 5' | (1 – 1) Jegyzőkönyv | Gerrard 44' |

| Stamford Bridge, London (Anglia) Nézőszám: 41 547 Játékvezető: Andre Marriner |

| 2015. május 16. 17:30 (WEST) |

| Liverpool   | 1 – 3               | Crystal Palace                     |
| ----------- | ------------------- | ---------------------------------- |
| Lallana 26' | (1 – 1) Jegyzőkönyv | Puncheon 43' Zaha 60' Murray 90+1' |

| Anfield, Liverpool (Anglia) Nézőszám: 44 673 Játékvezető: Jonathan Moss |

| 2015. május 24. 15:00 (WEST) |

| Stoke City                                                | 6 – 1               | Liverpool   |
| --------------------------------------------------------- | ------------------- | ----------- |
| Diouf 22' 26' Walters 30' Adam 41' N'Zonzi 45' Crouch 86' | (5 – 0) Jegyzőkönyv | Gerrard 70' |

| Britannia Stadion, Stoke-on-Trent (Anglia) Nézőszám: 27 602 Játékvezető: Anthony Taylor |

### FA-kupa
| 2015. január 5. 19:55 (WET) |

| Wimbledon     | 1 – 2               | Liverpool       |
| ------------- | ------------------- | --------------- |
| Akinfenwa 36' | (1 – 1) Jegyzőkönyv | Gerrard 12' 62' |

| Kingsmeadow, London Nézőszám: 4784 Játékvezető: Jonathan Moss |

| 2015. január 5. 19:55 (WET) |

| Wimbledon     | 1 – 2               | Liverpool       |
| ------------- | ------------------- | --------------- |
| Akinfenwa 36' | (1 – 1) Jegyzőkönyv | Gerrard 12' 62' |

| Kingsmeadow, London Nézőszám: 4784 Játékvezető: Jonathan Moss |

| 2015. január 24. 15:00 (WET) |

| Liverpool | 0 – 0               | Bolton Wanderers |
| --------- | ------------------- | ---------------- |
|           | (0 – 0) Jegyzőkönyv |                  |

| Anfield, Liverpool (Anglia) Nézőszám: 43 847 Játékvezető: Kevin Friend |

| 2015. február 4. 19:45 (WET) újrajátszás |

| Bolton Wanderers                         | 1 – 2               | Liverpool                   |
| ---------------------------------------- | ------------------- | --------------------------- |
| Guðjohnsen 59' (11-esből) Danns 29′, 66′ | (0 – 0) Jegyzőkönyv | Sterling 86' Coutinho 90+1' |

| Macron Stadion, Bolton (Anglia) Nézőszám: 22 171 Játékvezető: Roger East |

| 2015. január 24. 15:00 (WET) |

| Liverpool | 0 – 0               | Bolton Wanderers |
| --------- | ------------------- | ---------------- |
|           | (0 – 0) Jegyzőkönyv |                  |

| Anfield, Liverpool (Anglia) Nézőszám: 43 847 Játékvezető: Kevin Friend |

| 2015. február 4. 19:45 (WET) újrajátszás |

| Bolton Wanderers                         | 1 – 2               | Liverpool                   |
| ---------------------------------------- | ------------------- | --------------------------- |
| Guðjohnsen 59' (11-esből) Danns 29′, 66′ | (0 – 0) Jegyzőkönyv | Sterling 86' Coutinho 90+1' |

| Macron Stadion, Bolton (Anglia) Nézőszám: 22 171 Játékvezető: Roger East |

| 2015. február 14. 17:30 (WET) |

| Crystal Palace | 1 – 2               | Liverpool                 |
| -------------- | ------------------- | ------------------------- |
| Campbell 15'   | (1 – 0) Jegyzőkönyv | Sturridge 49' Lallana 58' |

| Selhurst Park, London (Anglia) Nézőszám: 20 391 Játékvezető: Robert Madley |

| 2015. február 14. 17:30 (WET) |

| Crystal Palace | 1 – 2               | Liverpool                 |
| -------------- | ------------------- | ------------------------- |
| Campbell 15'   | (1 – 0) Jegyzőkönyv | Sturridge 49' Lallana 58' |

| Selhurst Park, London (Anglia) Nézőszám: 20 391 Játékvezető: Robert Madley |

| 2015. március 8. 16:00 (WET) |

| Liverpool | 0 – 0               | Blackburn Rovers |
| --------- | ------------------- | ---------------- |
|           | (0 – 0) Jegyzőkönyv |                  |

| Anfield, Liverpool (Anglia) Nézőszám: 43 820 Játékvezető: Andre Marriner |

| 2015. április 8. 19:45 (WEST) újrajátszás |

| Blackburn Rovers | 0 – 1               | Liverpool    |
| ---------------- | ------------------- | ------------ |
|                  | (0 – 0) Jegyzőkönyv | Coutinho 70' |

| Ewood Park, Blackburn (Anglia) Nézőszám: 28 415 Játékvezető: Kevin Friend |

| 2015. március 8. 16:00 (WET) |

| Liverpool | 0 – 0               | Blackburn Rovers |
| --------- | ------------------- | ---------------- |
|           | (0 – 0) Jegyzőkönyv |                  |

| Anfield, Liverpool (Anglia) Nézőszám: 43 820 Játékvezető: Andre Marriner |

| 2015. április 8. 19:45 (WEST) újrajátszás |

| Blackburn Rovers | 0 – 1               | Liverpool    |
| ---------------- | ------------------- | ------------ |
|                  | (0 – 0) Jegyzőkönyv | Coutinho 70' |

| Ewood Park, Blackburn (Anglia) Nézőszám: 28 415 Játékvezető: Kevin Friend |

| 2015. április 19. 15:00 (WEST) |

| Aston Villa           | 2 – 1               | Liverpool    |
| --------------------- | ------------------- | ------------ |
| Benteke 36' Delph 54' | (1 – 1) Jegyzőkönyv | Coutinho 30' |

| Wembley Stadion, London (Anglia) Nézőszám: 85 416 Játékvezető: Michael Oliver |

| 2015. április 19. 15:00 (WEST) |

| Aston Villa           | 2 – 1               | Liverpool    |
| --------------------- | ------------------- | ------------ |
| Benteke 36' Delph 54' | (1 – 1) Jegyzőkönyv | Coutinho 30' |

| Wembley Stadion, London (Anglia) Nézőszám: 85 416 Játékvezető: Michael Oliver |

### Ligakupa
| 2014. szeptember 23. 19:45 (WEST) |

| Liverpool | 2 – 2                             | Middlesbrough |
| --- | --------------------------------- | --- |
| Rossiter 10' Suso 109'                                                                                                  | (1 – 0, 1 – 1; 1 – 1) Jegyzőkönyv | Reach 62' Bamford 120+3' (11-esből)                                                                                |
| Büntetőpárbaj |                                   | |
| Balotelli Lucas Lallana Suso Sterling Williams Touré Sakho Manquillo José Enrique Mignolet Balotelli Lucas Lallana Suso | 14 – 13                           | Bamford Clayton Reach Adomah Vossen Friend Ayala Fredericks Omeruo Wildschut Blackman Bamford Clayton Reach Adomah |

| Anfield, Liverpool (Anglia) Nézőszám: 41 857 Játékvezető: Mike Jones |

| 2014. szeptember 23. 19:45 (WEST) |

| Liverpool | 2 – 2                             | Middlesbrough |
| --- | --------------------------------- | --- |
| Rossiter 10' Suso 109'                                                                                                  | (1 – 0, 1 – 1; 1 – 1) Jegyzőkönyv | Reach 62' Bamford 120+3' (11-esből)                                                                                |
| Büntetőpárbaj |                                   | |
| Balotelli Lucas Lallana Suso Sterling Williams Touré Sakho Manquillo José Enrique Mignolet Balotelli Lucas Lallana Suso | 14 – 13                           | Bamford Clayton Reach Adomah Vossen Friend Ayala Fredericks Omeruo Wildschut Blackman Bamford Clayton Reach Adomah |

| Anfield, Liverpool (Anglia) Nézőszám: 41 857 Játékvezető: Mike Jones |

| 2014. október 28. 20:00 (WEST) |

| Liverpool                  | 2 – 1               | Swansea City              |
| -------------------------- | ------------------- | ------------------------- |
| Balotelli 86' Lovren 90+5' | (0 – 0) Jegyzőkönyv | Emnes 65' Fernández 90+2′ |

| Anfield, Liverpool (Anglia) Nézőszám: 42 582 Játékvezető: Keith Stroud |

| 2014. október 28. 20:00 (WEST) |

| Liverpool                  | 2 – 1               | Swansea City              |
| -------------------------- | ------------------- | ------------------------- |
| Balotelli 86' Lovren 90+5' | (0 – 0) Jegyzőkönyv | Emnes 65' Fernández 90+2′ |

| Anfield, Liverpool (Anglia) Nézőszám: 42 582 Játékvezető: Keith Stroud |

| 2014. december 17. 19:45 (WET) |

| Bournemouth | 1 – 3               | Liverpool                     |
| ----------- | ------------------- | ----------------------------- |
| Gosling 57' | (0 – 2) Jegyzőkönyv | Sterling 20' 51' Marković 27' |

| Dean Court, Bournemouth (Anglia) Nézőszám: 11 347 Játékvezető: Mark Clattenburg |

| 2014. december 17. 19:45 (WET) |

| Bournemouth | 1 – 3               | Liverpool                     |
| ----------- | ------------------- | ----------------------------- |
| Gosling 57' | (0 – 2) Jegyzőkönyv | Sterling 20' 51' Marković 27' |

| Dean Court, Bournemouth (Anglia) Nézőszám: 11 347 Játékvezető: Mark Clattenburg |

| 2015. január 20. 19:45 (WET) |

| Liverpool    | 1 – 1               | Chelsea               |
| ------------ | ------------------- | --------------------- |
| Sterling 59' | (0 – 1) Jegyzőkönyv | Hazard 18' (11-esből) |

| Anfield, Liverpool (Anglia) Nézőszám: 44 573 Játékvezető: Martin Atkinson |

| 2015. január 27. 19:45 (WET) |

| Chelsea      | 1 – 0                             | Liverpool |
| ------------ | --------------------------------- | --------- |
| Ivanović 94' | (0 – 0, 0 – 0; 1 – 0) Jegyzőkönyv |           |

| Stamford Bridge, London (Anglia) Nézőszám: 40 659 Játékvezető: Michael Oliver |

| 2015. január 20. 19:45 (WET) |

| Liverpool    | 1 – 1               | Chelsea               |
| ------------ | ------------------- | --------------------- |
| Sterling 59' | (0 – 1) Jegyzőkönyv | Hazard 18' (11-esből) |

| Anfield, Liverpool (Anglia) Nézőszám: 44 573 Játékvezető: Martin Atkinson |

| 2015. január 27. 19:45 (WET) |

| Chelsea      | 1 – 0                             | Liverpool |
| ------------ | --------------------------------- | --------- |
| Ivanović 94' | (0 – 0, 0 – 0; 1 – 0) Jegyzőkönyv |           |

| Stamford Bridge, London (Anglia) Nézőszám: 40 659 Játékvezető: Michael Oliver |

### Bajnokok Ligája
| 2014. szeptember 16. 19:45 (WEST) |

| Liverpool                              | 2 – 1               | Ludogorec Razgrad |
| -------------------------------------- | ------------------- | ----------------- |
| Balotelli 82' Gerrard 90+3' (11-esből) | (0 – 0) Jegyzőkönyv | Abalo 90+1'       |

| Anfield, Liverpool (Anglia) Nézőszám: 43 307 Játékvezető: Matej Jug (szlovén) |

| 2014. október 1. 20:45 (CEST) |

| Basel        | 1 – 0               | Liverpool |
| ------------ | ------------------- | --------- |
| Streller 52' | (0 – 0) Jegyzőkönyv |           |

| St. Jakob-Park, Bázel (Svájc) Nézőszám: 36 000 Játékvezető: Jonas Eriksson (svéd) |

| 2014. október 22. 19:45 (WEST) |

| Liverpool | 0 – 3               | Real Madrid                 |
| --------- | ------------------- | --------------------------- |
|           | (0 – 3) Jegyzőkönyv | Ronaldo 23' Benzema 30' 41' |

| Anfield, Liverpool (Anglia) Nézőszám: 43 521 Játékvezető: Nicola Rizzoli (olasz) |

| 2014. november 4. 19:45 (WET) |

| Real Madrid | 1 – 0               | Liverpool |
| ----------- | ------------------- | --------- |
| Benzema 30' | (1 – 0) Jegyzőkönyv |           |

| Santiago Bernabéu, Madrid (Spanyolország) Nézőszám: 79 283 Játékvezető: Kassai Viktor (magyar) |

| 2014. november 26. 21:45 (EET) |

| Ludogorec Razgrad    | 2 – 2               | Liverpool                |
| -------------------- | ------------------- | ------------------------ |
| Abalo 3' Terziev 88' | (1 – 2) Jegyzőkönyv | Lambert 8' Henderson 37' |

| Vaszil Levszki Nemzeti Stadion, Szófia (Bulgária) Nézőszám: 37 143 Játékvezető: Mateu Lahoz (spanyol) |

| 2014. december 9. 19:45 (WET) |

| Liverpool                | 1 – 1               | Basel    |
| ------------------------ | ------------------- | -------- |
| Gerrard 81' Marković 60′ | (0 – 1) Jegyzőkönyv | Frei 25' |

| Anfield, Liverpool (Anglia) Nézőszám: 43 290 Játékvezető: Björn Kuipers (holland) |

| Csapat            | M | Gy | D | V | G+ | G– | Gk  | P  |
| ----------------- | - | -- | - | - | -- | -- | --- | -- |
| Real Madrid       | 6 | 6  | 0 | 0 | 16 | 2  | +14 | 18 |
| FC Basel          | 6 | 2  | 1 | 3 | 7  | 8  | –1  | 7  |
| Liverpool FC      | 6 | 1  | 2 | 3 | 5  | 9  | –4  | 5  |
| Ludogorec Razgrad | 6 | 1  | 1 | 4 | 5  | 14 | –9  | 4  |

|                   | REA | BAS | LIV | RAZ |
| ----------------- | --- | --- | --- | --- |
| Real Madrid       |     | 5–1 | 1–0 | 4–0 |
| FC Basel          | 0–1 |     | 1–0 | 4–0 |
| Liverpool FC      | 0–3 | 1–1 |     | 2–1 |
| Ludogorec Razgrad | 1–2 | 1–0 | 2–2 |     |

| Csapat            | M | Gy | D | V | G+ | G– | Gk  | P  |
| ----------------- | - | -- | - | - | -- | -- | --- | -- |
| Real Madrid       | 6 | 6  | 0 | 0 | 16 | 2  | +14 | 18 |
| FC Basel          | 6 | 2  | 1 | 3 | 7  | 8  | –1  | 7  |
| Liverpool FC      | 6 | 1  | 2 | 3 | 5  | 9  | –4  | 5  |
| Ludogorec Razgrad | 6 | 1  | 1 | 4 | 5  | 14 | –9  | 4  |

|                   | REA | BAS | LIV | RAZ |
| ----------------- | --- | --- | --- | --- |
| Real Madrid       |     | 5–1 | 1–0 | 4–0 |
| FC Basel          | 0–1 |     | 1–0 | 4–0 |
| Liverpool FC      | 0–3 | 1–1 |     | 2–1 |
| Ludogorec Razgrad | 1–2 | 1–0 | 2–2 |     |

| 2014. szeptember 16. 19:45 (WEST) |

| Liverpool                              | 2 – 1               | Ludogorec Razgrad |
| -------------------------------------- | ------------------- | ----------------- |
| Balotelli 82' Gerrard 90+3' (11-esből) | (0 – 0) Jegyzőkönyv | Abalo 90+1'       |

| Anfield, Liverpool (Anglia) Nézőszám: 43 307 Játékvezető: Matej Jug (szlovén) |

| 2014. október 1. 20:45 (CEST) |

| Basel        | 1 – 0               | Liverpool |
| ------------ | ------------------- | --------- |
| Streller 52' | (0 – 0) Jegyzőkönyv |           |

| St. Jakob-Park, Bázel (Svájc) Nézőszám: 36 000 Játékvezető: Jonas Eriksson (svéd) |

| 2014. október 22. 19:45 (WEST) |

| Liverpool | 0 – 3               | Real Madrid                 |
| --------- | ------------------- | --------------------------- |
|           | (0 – 3) Jegyzőkönyv | Ronaldo 23' Benzema 30' 41' |

| Anfield, Liverpool (Anglia) Nézőszám: 43 521 Játékvezető: Nicola Rizzoli (olasz) |

| 2014. november 4. 19:45 (WET) |

| Real Madrid | 1 – 0               | Liverpool |
| ----------- | ------------------- | --------- |
| Benzema 30' | (1 – 0) Jegyzőkönyv |           |

| Santiago Bernabéu, Madrid (Spanyolország) Nézőszám: 79 283 Játékvezető: Kassai Viktor (magyar) |

| 2014. november 26. 21:45 (EET) |

| Ludogorec Razgrad    | 2 – 2               | Liverpool                |
| -------------------- | ------------------- | ------------------------ |
| Abalo 3' Terziev 88' | (1 – 2) Jegyzőkönyv | Lambert 8' Henderson 37' |

| Vaszil Levszki Nemzeti Stadion, Szófia (Bulgária) Nézőszám: 37 143 Játékvezető: Mateu Lahoz (spanyol) |

| 2014. december 9. 19:45 (WET) |

| Liverpool                | 1 – 1               | Basel    |
| ------------------------ | ------------------- | -------- |
| Gerrard 81' Marković 60′ | (0 – 1) Jegyzőkönyv | Frei 25' |

| Anfield, Liverpool (Anglia) Nézőszám: 43 290 Játékvezető: Björn Kuipers (holland) |

| Csapat            | M | Gy | D | V | G+ | G– | Gk  | P  |
| ----------------- | - | -- | - | - | -- | -- | --- | -- |
| Real Madrid       | 6 | 6  | 0 | 0 | 16 | 2  | +14 | 18 |
| FC Basel          | 6 | 2  | 1 | 3 | 7  | 8  | –1  | 7  |
| Liverpool FC      | 6 | 1  | 2 | 3 | 5  | 9  | –4  | 5  |
| Ludogorec Razgrad | 6 | 1  | 1 | 4 | 5  | 14 | –9  | 4  |

|                   | REA | BAS | LIV | RAZ |
| ----------------- | --- | --- | --- | --- |
| Real Madrid       |     | 5–1 | 1–0 | 4–0 |
| FC Basel          | 0–1 |     | 1–0 | 4–0 |
| Liverpool FC      | 0–3 | 1–1 |     | 2–1 |
| Ludogorec Razgrad | 1–2 | 1–0 | 2–2 |     |

| Csapat            | M | Gy | D | V | G+ | G– | Gk  | P  |
| ----------------- | - | -- | - | - | -- | -- | --- | -- |
| Real Madrid       | 6 | 6  | 0 | 0 | 16 | 2  | +14 | 18 |
| FC Basel          | 6 | 2  | 1 | 3 | 7  | 8  | –1  | 7  |
| Liverpool FC      | 6 | 1  | 2 | 3 | 5  | 9  | –4  | 5  |
| Ludogorec Razgrad | 6 | 1  | 1 | 4 | 5  | 14 | –9  | 4  |

|                   | REA | BAS | LIV | RAZ |
| ----------------- | --- | --- | --- | --- |
| Real Madrid       |     | 5–1 | 1–0 | 4–0 |
| FC Basel          | 0–1 |     | 1–0 | 4–0 |
| Liverpool FC      | 0–3 | 1–1 |     | 2–1 |
| Ludogorec Razgrad | 1–2 | 1–0 | 2–2 |     |

### Európa-liga
| 2015. február 19. 20:05 (WET) |

| Liverpool                | 1 – 0               | Beşiktaş |
| ------------------------ | ------------------- | -------- |
| Balotelli 85' (11-esből) | (0 – 0) Jegyzőkönyv |          |

| Anfield, Liverpool (Anglia) Játékvezető: Szymon Marciniak (lengyel) |

| 2015. február 26. 20:00 (EET) |

| Beşiktaş                          | 1 – 0                             | Liverpool                        |
| --------------------------------- | --------------------------------- | -------------------------------- |
| Arslan 72'                        | (0 – 0, 1 – 0; 1 – 0) Jegyzőkönyv |                                  |
| Büntetőpárbaj                     |                                   |                                  |
| Ba Töre Kavlak Hutschinson Arslan | 5 – 4                             | Lambert Lallana Can Allen Lovren |

| Atatürk Olimpiai Stadion, Isztambul (Törökország) Játékvezető: Damir Skomina (szlovén) |

| 2015. február 19. 20:05 (WET) |

| Liverpool                | 1 – 0               | Beşiktaş |
| ------------------------ | ------------------- | -------- |
| Balotelli 85' (11-esből) | (0 – 0) Jegyzőkönyv |          |

| Anfield, Liverpool (Anglia) Játékvezető: Szymon Marciniak (lengyel) |

| 2015. február 26. 20:00 (EET) |

| Beşiktaş                          | 1 – 0                             | Liverpool                        |
| --------------------------------- | --------------------------------- | -------------------------------- |
| Arslan 72'                        | (0 – 0, 1 – 0; 1 – 0) Jegyzőkönyv |                                  |
| Büntetőpárbaj                     |                                   |                                  |
| Ba Töre Kavlak Hutschinson Arslan | 5 – 4                             | Lambert Lallana Can Allen Lovren |

| Atatürk Olimpiai Stadion, Isztambul (Törökország) Játékvezető: Damir Skomina (szlovén) |

## Statisztikák
Utolsó elszámolt mérkőzés dátuma: 2015. május 24.

### Kiírások
| Kiírás          | Statisztikák | Statisztikák | Statisztikák | Statisztikák | Statisztikák | Statisztikák | Kezdő forduló/ helyezés | Végső forduló/ helyezés | Mérkőzések dátumai | Mérkőzések dátumai |
| Kiírás          | M            | GY           | D            | V            | LG–KG        | GK           | Kezdő forduló/ helyezés | Végső forduló/ helyezés | Első               | Utolsó             |
| --------------- | ------------ | ------------ | ------------ | ------------ | ------------ | ------------ | ----------------------- | ----------------------- | ------------------ | ------------------ |
| Premier League  | 38           | 18           | 8            | 12           | 52–48        | +4           | —                       | 6.                      | 2014.08.17.        | 2015.05.24.        |
| FA-kupa         | 7            | 4            | 2            | 1            | 8–5          | +3           | 3. kör                  | elődöntő                | 2015.01.05.        | 2015.04.19.        |
| Ligakupa        | 5            | 2            | 2            | 1            | 8–6          | +2           | 3. kör                  | elődöntő                | 2014.09.23.        | 2015.01.27.        |
| Bajnokok Ligája | 6            | 1            | 2            | 3            | 5–9          | –4           | csoportkör              | csoportkör              | 2014.09.16.        | 2014.12.09.        |
| Európa-liga     | 2            | 1            | 0            | 1            | 1–1          | 0            | legjobb 32              | legjobb 32              | 2015.02.19.        | 2015.02.26.        |

### Bajnoki helyezések fordulónként
| Forduló  | 1.  | 2.  | 3.  | 4.  | 5.  | 6.  | 7.  | 8.  | 9.  | 10. | 11. | 12. | 13. | 14. | 15. | 16. | 17. | 18. | 19. |
| -------- | --- | --- | --- | --- | --- | --- | --- | --- | --- | --- | --- | --- | --- | --- | --- | --- | --- | --- | --- |
| Helyszín | O   | I   | I   | O   | I   | O   | O   | I   | O   | I   | O   | I   | O   | I   | O   | I   | O   | I   | O   |
| Eredmény | GY  | V   | GY  | V   | V   | D   | GY  | GY  | D   | V   | V   | V   | GY  | GY  | D   | V   | D   | GY  | GY  |
| Helyezés | 4.  | 9.  | 5.  | 8.  | 11. | 14. | 9.  | 5.  | 7.  | 7.  | 11. | 12. | 11. | 8.  | 9.  | 11. | 10. | 9.  | 8.  |
| Forduló  | 20. | 21. | 22. | 23. | 24. | 25. | 26. | 27. | 28. | 29. | 30. | 31. | 32. | 33. | 34. | 35. | 36. | 37. | 38. |
| Helyszín | O   | I   | I   | O   | I   | O   | I   | O   | O   | I   | O   | I   | O   | I   | I   | O   | I   | O   | I   |
| Eredmény | D   | GY  | GY  | GY  | D   | GY  | GY  | GY  | GY  | GY  | V   | V   | GY  | D   | V   | GY  | D   | V   | V   |
| Helyezés | 8.  | 8.  | 8.  | 7.  | 7.  | 7.  | 6.  | 5.  | 5.  | 5.  | 5.  | 5.  | 5.  | 5.  | 5.  | 5.  | 5.  | 5.  | 6.  |

Magyarázat
- GY: győzelem, D: döntetlen, V: vereség

### Kezdő tizenegy
Csak a tétmérkőzések statisztikái alapján:
| #  | N.            | P. | Játékos           | Kezdő | Egyéb kezdőjátékosok                    |
| -- | ------------- | -- | ----------------- | ----- | --------------------------------------- |
| 22 | Belgium       | K  | Simon Mignolet    | 53    | Brad Jones: 5                           |
| 18 | Spanyolország | V  | Alberto Moreno    | 37    | Glen Johnson: 22 José Enrique: 6        |
| 6  | Horvátország  | V  | Dejan Lovren      | 32    | Mamadou Sakho: 25                       |
| 37 | Szlovákia     | V  | Martin Škrtel     | 48    | Kolo Touré: 13                          |
| 23 | Németország   | V  | Emre Can          | 34    | Javier Manquillo: 18                    |
| 20 | Anglia        | KP | Adam Lallana      | 32    | Fabio Borini: 5                         |
| 24 | Wales         | KP | Joe Allen         | 27    | Lucas Leiva: 26                         |
| 8  | Anglia        | KP | Steven Gerrard    | 36    | Jordon Ibe: 9                           |
| 14 | Anglia        | KP | Jordan Henderson  | 52    | Jordan Rossiter: 1                      |
| 10 | Brazília      | KP | Philippe Coutinho | 47    | Lazar Marković: 22 Daniel Sturridge: 13 |
| 31 | Anglia        | KP | Raheem Sterling   | 49    | Mario Balotelli: 14 Rickie Lambert: 12  |

### Pályára lépések
A szezon 58 tétmérkőzésén összesen 28 játékos lépett pályára a Liverpool színeiben.
| #  | Nemz.            | Poszt | Játékos           | PL | FA-kupa | Ligakupa | BL+EL | Összesen |
| -- | ---------------- | ----- | ----------------- | -- | ------- | -------- | ----- | -------- |
| 14 | Anglia           | KP    | Jordan Henderson  | 37 | 7       | 4        | 5+1   | 54       |
| 22 | Belgium          | K     | Simon Mignolet    | 36 | 7       | 3        | 6+2   | 54       |
| 10 | Brazília         | KP    | Philippe Coutinho | 35 | 7       | 4        | 5+1   | 52       |
| 31 | Anglia           | KP    | Raheem Sterling   | 35 | 5       | 4        | 6+2   | 52       |
| 37 | Szlovákia        | V     | Martin Škrtel     | 33 | 5       | 3        | 5+2   | 48       |
| 8  | Anglia           | KP    | Steven Gerrard    | 29 | 3       | 3        | 6     | 41       |
| 18 | Spanyolország    | V     | Alberto Moreno    | 28 | 4       | 2        | 5+2   | 41       |
| 20 | Anglia           | KP    | Adam Lallana      | 27 | 4       | 4        | 4+2   | 41       |
| 23 | Németország      | KP    | Emre Can          | 27 | 6       | 3        | 2+2   | 40       |
| 6  | Horvátország     | V     | Dejan Lovren      | 26 | 4       | 2        | 4+2   | 38       |
| 9  | Anglia           | CS    | Rickie Lambert    | 25 | 4       | 3        | 3+1   | 36       |
| 50 | Szerbia          | CS    | Lazar Marković    | 19 | 6       | 5        | 4     | 34       |
| 21 | Brazília         | KP    | Lucas Leiva       | 20 | 3       | 5        | 4     | 32       |
| 24 | Wales            | KP    | Joe Allen         | 21 | 5       | 0        | 4+2   | 32       |
| 2  | Anglia           | V     | Glen Johnson      | 19 | 4       | 2        | 3     | 28       |
| 17 | Franciaország    | V     | Mamadou Sakho     | 16 | 5       | 4        | 1+1   | 27       |
| 45 | Olaszország      | CS    | Mario Balotelli   | 16 | 4       | 2        | 3+2   | 27       |
| 4  | Elefántcsontpart | V     | Kolo Touré        | 11 | 3       | 3        | 2+1   | 20       |
| 19 | Spanyolország    | V     | Javier Manquillo  | 10 | 2       | 2        | 4+1   | 19       |
| 15 | Anglia           | CS    | Daniel Sturridge  | 12 | 4       | 0        | 0+2   | 18       |
| 29 | Olaszország      | CS    | Fabio Borini      | 12 | 2       | 2        | 2     | 18       |
| 33 | Anglia           | KP    | Jordon Ibe        | 12 | 0       | 0        | 0+2   | 14       |
| 3  | Spanyolország    | V     | José Enrique      | 4  | 2       | 1        | 2     | 9        |
| 1  | Ausztrália       | K     | Brad Jones        | 3  | 0       | 2        | 0     | 5        |
| 48 | Anglia           | CS    | Jerome Sinclair   | 2  | 0       | 0        | 0     | 2        |
| 30 | Spanyolország    | KP    | Suso              | 0  | 0       | 1        | 0     | 1        |
| 46 | Anglia           | KP    | Jordan Rossiter   | 0  | 0       | 1        | 0     | 1        |
| 49 | Wales            | KP    | Jordan Williams   | 0  | 0       | 1        | 0     | 1        |

### Gólok
A szezon 58 tétmérkőzésén 16 játékos összesen 70 gólt szerzett, az ellenfelek öngóljaival pedig 74 gólt.
| #                   | Nemz.               | Poszt               | Játékos             | PL | FA-kupa | Ligakupa | BL+EL | Összesen |
| ------------------- | ------------------- | ------------------- | ------------------- | -- | ------- | -------- | ----- | -------- |
| 8                   | Anglia              | KP                  | Steven Gerrard      | 9  | 2       | 0        | 2     | 13       |
| 31                  | Anglia              | KP                  | Raheem Sterling     | 7  | 1       | 3        | 0     | 11       |
| 10                  | Brazília            | KP                  | Philippe Coutinho   | 5  | 3       | 0        | 0     | 8        |
| 14                  | Anglia              | KP                  | Jordan Henderson    | 6  | 0       | 0        | 1     | 7        |
| 20                  | Anglia              | KP                  | Adam Lallana        | 5  | 1       | 0        | 0     | 6        |
| 15                  | Anglia              | CS                  | Daniel Sturridge    | 4  | 1       | 0        | 0     | 5        |
| 45                  | Olaszország         | CS                  | Mario Balotelli     | 1  | 0       | 1        | 1+1   | 4        |
| 9                   | Anglia              | CS                  | Rickie Lambert      | 2  | 0       | 0        | 1     | 3        |
| 50                  | Szerbia             | CS                  | Lazar Marković      | 2  | 0       | 1        | 0     | 3        |
| 18                  | Spanyolország       | V                   | Alberto Moreno      | 2  | 0       | 0        | 0     | 2        |
| 2                   | Anglia              | V                   | Glen Johnson        | 1  | 0       | 0        | 0     | 1        |
| 6                   | Horvátország        | V                   | Dejan Lovren        | 0  | 0       | 1        | 0     | 1        |
| 23                  | Németország         | KP                  | Emre Can            | 1  | 0       | 0        | 0     | 1        |
| 24                  | Wales               | KP                  | Joe Allen           | 1  | 0       | 0        | 0     | 1        |
| 29                  | Olaszország         | CS                  | Fabio Borini        | 1  | 0       | 0        | 0     | 1        |
| 30                  | Spanyolország       | KP                  | Suso                | 0  | 0       | 1        | 0     | 1        |
| 37                  | Szlovákia           | V                   | Martin Škrtel       | 1  | 0       | 0        | 0     | 1        |
| 46                  | Anglia              | KP                  | Jordan Rossiter     | 0  | 0       | 1        | 0     | 1        |
| Ellenfelek öngóljai | Ellenfelek öngóljai | Ellenfelek öngóljai | Ellenfelek öngóljai | 4  | 0       | 0        | 0     | 4        |
| Összesen            | Összesen            | Összesen            | Összesen            | 52 | 8       | 8        | 5+1   | 74       |

### Lapok
A szezon 58 tétmérkőzésén 19 játékos összesen 99 lapot kapott.
| #        | Nemz.            | Poszt    | Játékos           | PL        | PL                                   | PL        | FA-kupa   | FA-kupa                              | FA-kupa   | Ligakupa  | Ligakupa                             | Ligakupa  | BL+EL     | BL+EL                                | BL+EL     | Összesen  | Összesen                             | Összesen  |
| #        | Nemz.            | Poszt    | Játékos           | Sárga lap | sárga lap · 2. sárga lap · kiállítva | kiállítva | Sárga lap | sárga lap · 2. sárga lap · kiállítva | kiállítva | Sárga lap | sárga lap · 2. sárga lap · kiállítva | kiállítva | Sárga lap | sárga lap · 2. sárga lap · kiállítva | kiállítva | Sárga lap | sárga lap · 2. sárga lap · kiállítva | kiállítva |
| -------- | ---------------- | -------- | ----------------- | --------- | ------------------------------------ | --------- | --------- | ------------------------------------ | --------- | --------- | ------------------------------------ | --------- | --------- | ------------------------------------ | --------- | --------- | ------------------------------------ | --------- |
| 8        | Anglia           | KP       | Steven Gerrard    | 7         | 0                                    | 1         | 0         | 0                                    | 0         | 2         | 0                                    | 0         | 1         | 0                                    | 0         | 10        | 0                                    | 1         |
| 37       | Szlovákia        | V        | Martin Škrtel     | 8         | 0                                    | 0         | 0         | 0                                    | 0         | 1         | 0                                    | 0         | 1         | 0                                    | 0         | 10        | 0                                    | 0         |
| 14       | Anglia           | KP       | Jordan Henderson  | 6         | 0                                    | 0         | 1         | 0                                    | 0         | 1         | 0                                    | 0         | 0         | 0                                    | 0         | 8         | 0                                    | 0         |
| 18       | Spanyolország    | V        | Alberto Moreno    | 6         | 0                                    | 0         | 0         | 0                                    | 0         | 0         | 0                                    | 0         | 2         | 0                                    | 0         | 8         | 0                                    | 0         |
| 23       | Németország      | KP       | Emre Can          | 2         | 1                                    | 0         | 2         | 0                                    | 0         | 1         | 0                                    | 0         | 0+1       | 0                                    | 0         | 6         | 1                                    | 0         |
| 21       | Brazília         | KP       | Lucas Leiva       | 4         | 0                                    | 0         | 0         | 0                                    | 0         | 2         | 0                                    | 0         | 1         | 0                                    | 0         | 7         | 0                                    | 0         |
| 31       | Anglia           | KP       | Raheem Sterling   | 5         | 0                                    | 0         | 1         | 0                                    | 0         | 0         | 0                                    | 0         | 1         | 0                                    | 0         | 7         | 0                                    | 0         |
| 45       | Olaszország      | CS       | Mario Balotelli   | 5         | 0                                    | 0         | 0         | 0                                    | 0         | 0         | 0                                    | 0         | 1+1       | 0                                    | 0         | 7         | 0                                    | 0         |
| 6        | Horvátország     | V        | Dejan Lovren      | 4         | 0                                    | 0         | 0         | 0                                    | 0         | 0         | 0                                    | 0         | 1+1       | 0                                    | 0         | 6         | 0                                    | 0         |
| 10       | Brazília         | KP       | Philippe Coutinho | 3         | 0                                    | 0         | 1         | 0                                    | 0         | 0         | 0                                    | 0         | 0         | 0                                    | 0         | 4         | 0                                    | 0         |
| 20       | Anglia           | KP       | Adam Lallana      | 4         | 0                                    | 0         | 0         | 0                                    | 0         | 0         | 0                                    | 0         | 0         | 0                                    | 0         | 4         | 0                                    | 0         |
| 29       | Olaszország      | CS       | Fabio Borini      | 1         | 1                                    | 0         | 0         | 0                                    | 0         | 0         | 0                                    | 0         | 0         | 0                                    | 0         | 1         | 1                                    | 0         |
| 19       | Spanyolország    | V        | Javier Manquillo  | 3         | 0                                    | 0         | 0         | 0                                    | 0         | 0         | 0                                    | 0         | 0         | 0                                    | 0         | 3         | 0                                    | 0         |
| 24       | Wales            | KP       | Joe Allen         | 3         | 0                                    | 0         | 0         | 0                                    | 0         | 0         | 0                                    | 0         | 0         | 0                                    | 0         | 3         | 0                                    | 0         |
| 50       | Szerbia          | CS       | Lazar Marković    | 0         | 0                                    | 0         | 0         | 0                                    | 0         | 0         | 0                                    | 0         | 0         | 0                                    | 1         | 0         | 0                                    | 1         |
| 2        | Anglia           | V        | Glen Johnson      | 2         | 0                                    | 0         | 0         | 0                                    | 0         | 0         | 0                                    | 0         | 0         | 0                                    | 0         | 2         | 0                                    | 0         |
| 9        | Anglia           | CS       | Rickie Lambert    | 2         | 0                                    | 0         | 0         | 0                                    | 0         | 0         | 0                                    | 0         | 0         | 0                                    | 0         | 2         | 0                                    | 0         |
| 4        | Elefántcsontpart | V        | Kolo Touré        | 0         | 0                                    | 0         | 0         | 0                                    | 0         | 1         | 0                                    | 0         | 0         | 0                                    | 0         | 1         | 0                                    | 0         |
| 17       | Franciaország    | V        | Mamadou Sakho     | 1         | 0                                    | 0         | 0         | 0                                    | 0         | 0         | 0                                    | 0         | 0         | 0                                    | 0         | 1         | 0                                    | 0         |
| 22       | Belgium          | K        | Simon Mignolet    | 0         | 0                                    | 0         | 1         | 0                                    | 0         | 0         | 0                                    | 0         | 0         | 0                                    | 0         | 1         | 0                                    | 0         |
| Összesen | Összesen         | Összesen | Összesen          | 66        | 2                                    | 1         | 5         | 0                                    | 0         | 6         | 0                                    | 0         | 8+1       | 0                                    | 1         | 86        | 2                                    | 2         |

## Díjak

### A csapat díjai
A Liverpool FC főszponzora, a Standard Chartered a szurkolók internetes szavazását követően osztja ki a legjobb játékosnak járó díjat minden hónapban (Standard Chartered LFC Player of the Month), a szezon végén pedig a szezon játékosát is megválasztják.
| Hónap             | 2014. augusztus   | 2014. szeptember  | 2014. október     |
| ----------------- | ----------------- | ----------------- | ----------------- |
| A hónap játékosa  | Sterling          | Henderson         | Coutinho          |
| Hónap             | 2014. november    | 2014. december    | 2015. január      |
| A hónap játékosa  | Touré             | Coutinho          | Coutinho          |
| Hónap             | 2015. február     | 2015. március     | 2015. április     |
| A hónap játékosa  | Coutinho          | Henderson         | Coutinho          |
| A szezon játékosa | Philippe Coutinho | Philippe Coutinho | Philippe Coutinho |